# Альхаджі Камара
Альхаджі Камара (англ. Alhaji Kamara, нар. 16 квітня 1994, Фрітаун) — сьєрралеонський футболіст, нападник данського клубу «Раннерс» і національної збірної Сьєрра-Леоне.

## Клубна кар'єра
Альхаджі розпочав свою професійну кар'єру в клубі «Каллон», який грає в національному першому дивізіоні Сьєрра-Леоне. У юності проходив перегляд у норвезькому клубі «Фредрікстад» з чемпіонату Норвегії і «Портленд Тімберз» з Major League Soccer. Проте, відразу після досягнення повноліття, підписав контракт із шведським «Юргорденом» на правах оренди. Не зумівши проявити себе у цьому клубі, гравець грав також на правах оренди за нижчолігові шведські команди «Фрей» та «ІФК Вернаму».
Перед сезоном 2014 року Камара підписав контракт з «Норрчепінгом», де він позиціонувався як ключовий гравець протягом свого першого сезону, забивши 10 голів у 26 іграх чемпіонату. 31 березня 2015 року Камара був відданий в оренду до чемпіона Малайзії клубу «Джохор Дарул Тазім». Однак у липні 2015 року оренду було скасовано і Камара достроково повернувся в «Норрчепінг», зігравши ще чотирнадцять ігор за команду в чемпіонаті і допоміг їй стати чемпіоном Швеції.
У лютому 2016 року було оголошено, що лікарі на передсезонному обстеженні виявили, що Камара має вроджений порок серця, що означає, що футболіст пропустить як мінімум весь сезон 2016 року, не виключаючи і повного прощання з футболом. Під час розширеного обстеження серця було виявлено аномалію на коронарних артеріях серця.
11 травня 2016 року стало відомо, що Камара перейшов у американський клуб «Ді Сі Юнайтед». Це можливо, оскільки американська ліга MLS не підпадає під дію правил ФІФА, і заборона ФІФА на ігри для футболіста не поширюється на неї.
Камара забив у першому своєму матчі за вашингтонську команду, відзначившись на 33 секунді після виходу на заміну в грі проти «Спортінг Канзас-Сіті» на «Чілдренс Мерсі Парк» (1:0). Це став найшвидший гол, який коли-небудь забивав новачок в MLS. Паралельно африканець грав у чемпіонаті USL за резервну команду, «Ричмонд Кікерз», у складі якої зробив хет-трик 27 травня 2017 року. 23 червня 2017 року Камара підписав контракт з саудівським «Ат-Таавуном», де грав до кінця року.
2 лютого 2018 року Камара став гравцем молдовського «Шерифа», з яким того ж року став чемпіоном країни, після чого 19 лютого 2019 року перейшов до клубу данської Суперліги «Вендсюссель».
15 травня 2019 року Камара перейшов у статусі вільного агента до іншої команди цього дивізіону, «Раннерс», підписавши з нею трирічний контракт.

## Виступи за збірну
29 лютого 2012 року Альхаджі Камара дебютував у складі національної збірної Сьєрра-Леоне в грі відбору Кубка африканських націй 2013 року проти Сан-Томе і Принсіпі, забивши у ній свій перший гол, проте його команда програла 1:2.
13 жовтня 2015 року, у своєму шостому матчі, Камара забив свій другий гол за збірну у грі проти Чаду (2:1) в рамках відбору до кваліфікації ЧС-2018.
Надалі Камара більше не грав за збірну протягом п'яти років і повернувся лише 13 листопада 2020 року, коли став автором дубля в матчі відбору Кубка африканських націй 2021 року проти Нігерії, дозволивши своїй команді зіграти внічию 4:4.
У складі збірної брав участь у Кубку африканських націй 2021 року в Камеруні, забивши гол у грі проти Кот-д'Івуару (2:2).

## Статистика
Станом на 12 травня 2016
| Клуб                 | Сезон   | Чемпіонат | Чемпіонат | Кубок | Кубок | Міжнародні | Міжнародні | Всього | Всього |
| Клуб                 | Сезон   | Ігор      | Голів     | Ігор  | Голів | Ігор       | Голів      | Ігор   | Голів  |
| -------------------- | ------- | --------- | --------- | ----- | ----- | ---------- | ---------- | ------ | ------ |
| «Юргорден»           | 2012    | 5         | 0         | 1     | 0     | —          | —          | 6      | 0      |
| «Фрей»               | 2013    | 14        | 2         | 3     | 1     | —          | —          | 17     | 3      |
| «ІФК Вернаму»        | 2013    | 10        | 6         | 1     | 2     | —          | —          | 11     | 8      |
| «Норрчепінг»         | 2014    | 26        | 10        | 3     | 0     | —          | —          | 29     | 10     |
| «Джохор Дарул Тазім» | 2015    | 4         | 1         | 0     | 0     | —          | —          | 4      | 1      |
| «Норрчепінг»         | 2015    | 14        | 6         | 4     | 3     | —          | —          | 18     | 9      |
| «Норрчепінг»         | 2016    | 0         | 0         | 1     | 2     | 0          | 0          | 1      | 2      |
| Всього               | 40      | 16        | 8         | 5     | 0     | 0          | 48         | 21     |        |
| «Ді Сі Юнайтед»      | 2016    | 1         | 1         | 0     | 0     | —          | —          | 1      | 1      |
| «Ді Сі Юнайтед»      | Всього  | 1         | 1         | 0     | 0     | 0          | 0          | 1      | 1      |
| Загалом              | Загалом | 74        | 26        | 13    | 8     | 0          | 0          | 87     | 34     |

### Голи за збірну
| №  | Дата              | Місце проведення                                             | Суперник            | Рахунок | Результат | Турнір                                     |
| -- | ----------------- | ------------------------------------------------------------ | ------------------- | ------- | --------- | ------------------------------------------ |
| 1. | 29 лютого 2012    | Національний стадіон 12 липня, Сан-Томе, Сан-Томе і Принсіпі | Сан-Томе і Принсіпі | 1 –0    | 1–2       | Кваліфікація Кубка африканських націй 2013 |
| 2. | 13 жовтня 2015    | Стадіон Адокіє Аміесімака, Порт-Гаркорт, Нігерія             | Чад                 | 1 –1    | 2–1       | Кваліфікація чемпіонату світу 2018         |
| 3. | 13 листопада 2020 | Стадіон Самуель Огбемудія, Бенін-Сіті, Нігерія               | Нігерія             | 2 –4    | 4–4       | Кваліфікація Кубка африканських націй 2021 |
| 4. | 13 листопада 2020 | Стадіон Самуель Огбемудія, Бенін-Сіті, Нігерія               | Нігерія             | 4 –4    | 4–4       | Кваліфікація Кубка африканських націй 2021 |
| 5. | 16 січня 2022     | Стадіон Япома, Дуала, Камерун                                | Кот-д'Івуар         | 2 –2    | 2–2       | Кубок африканських націй 2021              |

## Досягнення
- Чемпіон Швеції: 2015
- Чемпіон Молдови: 2018
- Володар Кубка Данії: 2020/21